# FS ALn 663
Die Dieseltriebwagen FS ALn 663 sind eine Baureihe von Eisenbahnfahrzeugen, welche ab 1983 von der Fiat Ferroviaria gebaut wurden und heute noch bei den italienischen Staatsbahnen im Betrieb sind.

## Geschichte

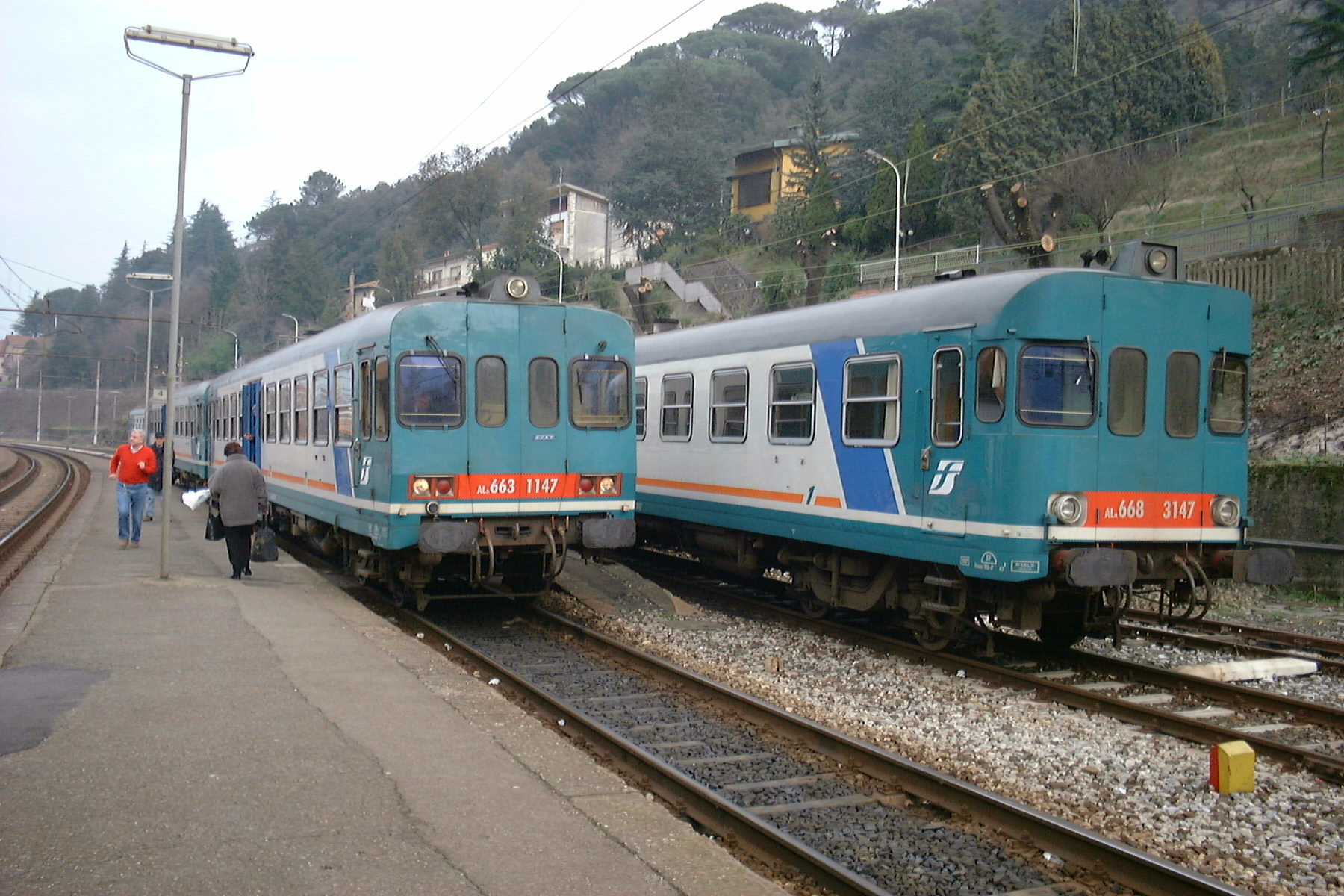
Ein ALn 663 und ein ALn 668 in Aulla. Deutlich erkennbar ist die eckigere Form des Kastens beim linken Fahrzeug (ALn 663).

Zu Beginn der 1980er Jahre wurde beschlossen, die sehr bewährten Dieseltriebwagen des Typs FS ALn 668 weiterzuentwickeln und zu modernisieren. Im Unterschied zum Vorgänger wies der ALn 663 nur noch 63 Sitzplätze auf, 12 erster und 51 zweiter Klasse. Gemäß dem Klassifikationssystem der FS wurde er somit als „Automotrice Leggera a Nafta 663“ (Leichter, naphtha-betriebener Triebwagen 663), kurz „ALn 663“ bezeichnet.
Aus mechanisch-technischer Sicht sind die ALn 663 den ALn 668 sehr ähnlich. Die auffälligste Änderung besteht in der eckigeren Form des Wagenkastens. Zudem wurden andere Scheinwerfer eingebaut. Der Fahrgastraum wurde ebenfalls modernisiert, er entsprach damit von Anfang an in etwa dem heute in Italien üblichen Interieur, wie ihn auch die übrigen für den Regionalverkehr bestimmten Fahrzeuge im Zuge von Umbauten gegen Ende der 1990er Jahre erhielten.
Nicht nur die FS wurden mit ALn 663 beliefert, auch viele italienische Privatbahnen erhielten Fahrzeuge dieses Typs. Für die Ferrovia Centrale Umbra wurde basierend auf diesem Triebwagen-Typ die Reihe FCU ALn 776 entwickelt.
Obwohl von den Aln 663 bedeutend weniger Fahrzeuge als von den ALn 668 angeschafft wurden, sind sie noch heute relativ häufig auf nicht elektrifizierten Nebenlinien anzutreffen, auch wenn sie in neuester Zeit mehr und mehr von den Zügen des Typs Minuetto verdrängt werden.